# 大花白鼓钉
大花白鼓钉（学名：Polycarpaea gaudichaudii）为石竹科白鼓钉属下的一个种。

## 扩展阅读
- 維基物種上的相關：大花白鼓钉